# Platygaster lasiopterae
Platygaster lasiopterae är en stekelart som beskrevs av Jean-Jacques Kieffer och Jörgensen 1910. Platygaster lasiopterae ingår i släktet Platygaster och familjen gallmyggesteklar. Inga underarter finns listade i Catalogue of Life.